# Johanneszentrum (Bremgarten bei Bern)

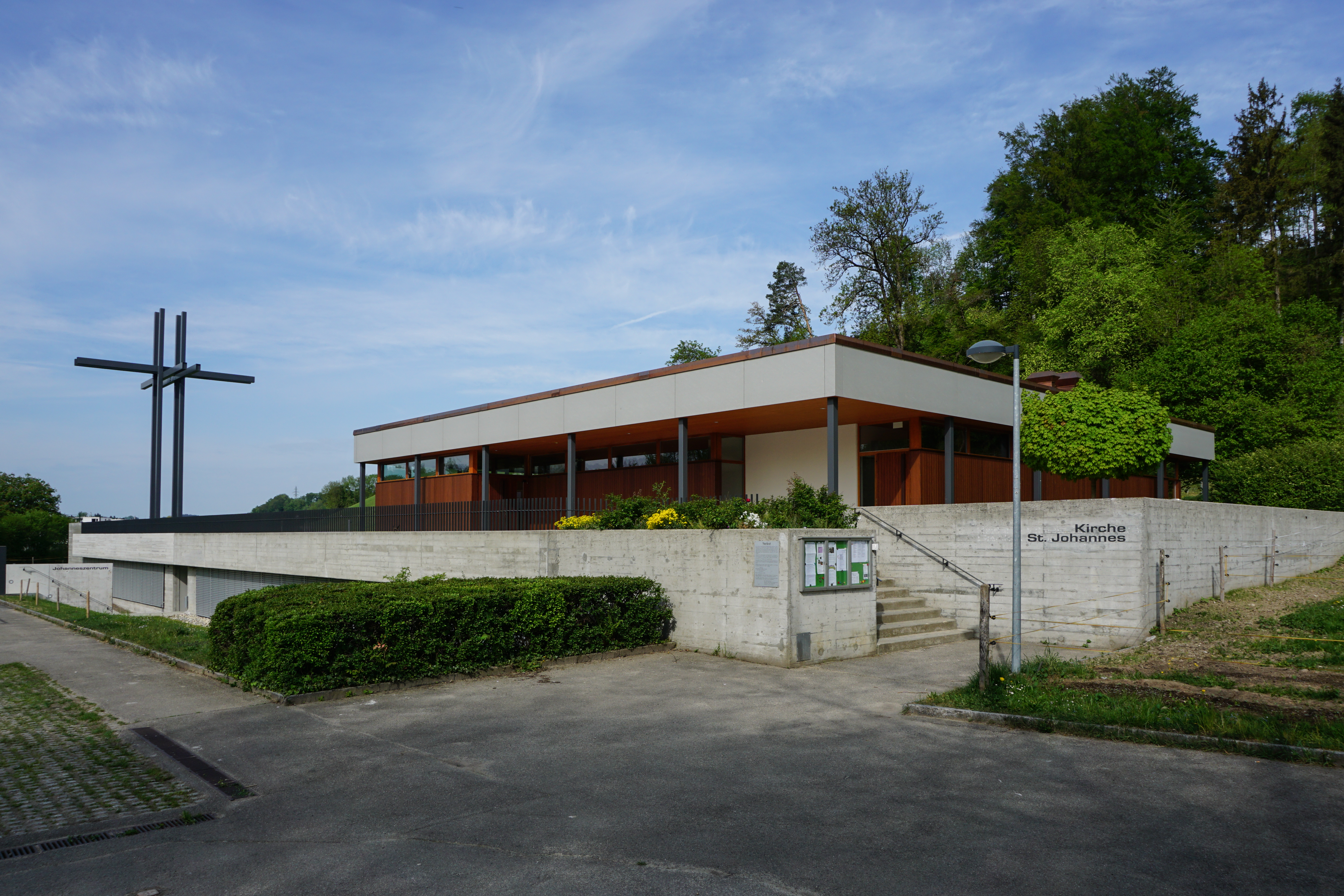
Johanneszentrum Bremgarten

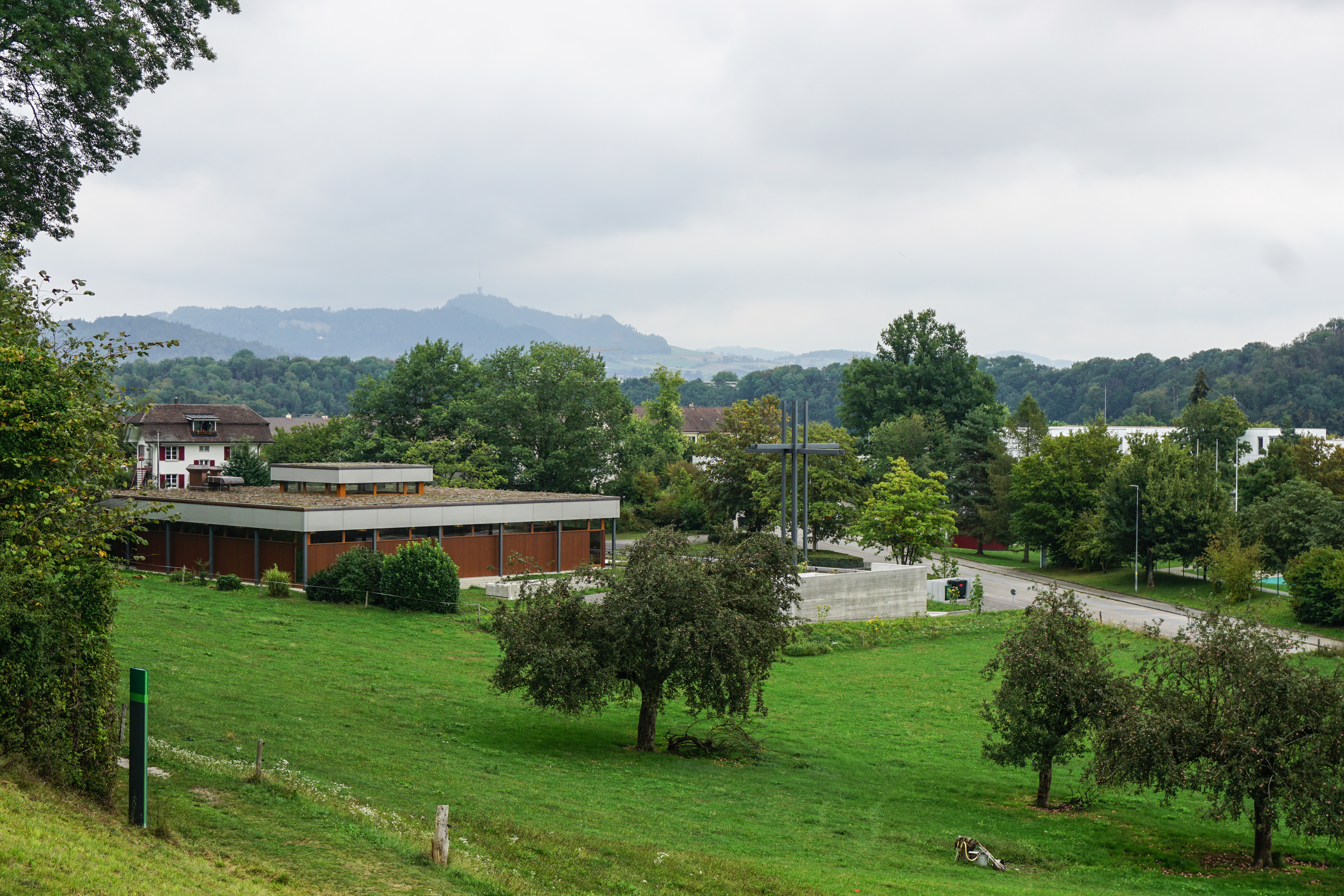
Johanneszentrum

Die Kirche St. Johannes in Bremgarten bei Bern ist seit 2018 die römisch-katholische Pfarrkirche der Pfarrei Heiligkreuz in der Gesamtkirchgemeinde Bern und Umgebung. Die dem heiligen Johannes dem Täufer geweihte Kirche wurde 1972 als Filialkirche der Pfarrei Heiligkreuz vom Architekturbüro W.Frey-A.Egger-W.Peterhans erbaut. Das Einzugsgebiet der Pfarrei erstreckt sich über Bremgarten, Tiefenau, Herrenschwanden, Ortschwaben, Uettligen, Meikirch, Wahlendorf und einem Teilgebiet von Worblaufen.

## Geschichte
Im Gebiet nördlich der Aare mit Bremgarten entstanden bald wegen der räumlichen Distanz zur 1962 gegründeten Pfarrei Heiligkreuz Bern Forderungen für bessere Unterrichts- und Gottesdienstmöglichkeiten. 1958 wurde eine erste hl. Messe im Untergeschoss der Primarschule durch Vikar Hans Stark gefeiert. Darauf konnte ein Raum in der ehemaligen Campagne Aarwyl an der Chutzenstrasse benutzt werden, doch auch dieser Raum war zu eng und man suchte eine andere Möglichkeit. Unter den ortsansässigen Katholiken entstand der Wunsch nach einer eigenen Kirche und der der in der Planungsgruppe beteiligte Architekt Alois Egger stellte bald darauf einen Entwurf für eine moderne Kirche vor. Zu diesem Zeitpunkt entstanden in der Umgebung bereits mehrere der genormten Fastenopfer-Kirchen, die in gleicher Art einfach zu realisieren gewesen wären. Ausserdem stand eine hölzerne Notkirche von Cron AG, Basel wie in Worb, zur Diskussion. Der künftige Standort sollte zur weiteren Entscheidfindung beitragen.
Hartnäckige Verhandlungen mit der Gesamtkirchgemeinde und den Nachbarpfarreien um den Landerwerb und Bau einer eigenen Kirche folgten und führten vorläufig zu keinem Ergebnis. Als neuer Ansprechpartner verhandelte die 1965 gegründete Katholikenvereinigung weiter und erreichte 1969 die Zustimmung zum Landkauf beim Chutzegut am Fuss des «Hoger» genannten Abhanges. Nachdem die Schützenvereine, deren Schiessplatz im Bereich des Kirchengrundstückes lag, nach der Bereinigung ihrer Vorbehalte das Bauprojekt akzeptierten, konnte die Planung fortschreiten. Die neugegründete Baukommission nahm ihre Arbeit auf und stellte an der Kirchgemeindeversammlung am 28. September 1970 in der Tiefenau das mit 1'266'790.– Fr. veranschlagte Projekt des Architekturbüros W.Frey, A.Egger und W.Peterhans vor. Die Versammlung nahm das Projekt an und die Detailplanung und der Kirchenbau konnte beginnen.
Bis zum Bezug der neuen Kirche konnten die Katholiken durch private Unterstützung Räume im Landsitz Aarwyl benutzen. Damals war die Zeit noch nicht reif, um mit der evangelisch-reformierten Kirchgemeinde gemeinsam ein Gemeindezentrum zu planen und so entstand nebenan das reformierte Kirchgemeindehaus, welches 2017 aufgegeben und an die Einwohnergemeinde verkauft wurde. Das Johanneszentrum als Filialkirche der katholischen Heiligkreuz Pfarrei Bern wurde am 5. November 1972 durch Bischof Anton Hänggi eingeweiht.

### Neuere Geschichte
Der erste Pfarrer Angelo Rovere trat kurz nach der Eröffnung des Johanneszentrums zurück. Als sein Nachfolger wurde Pfarrer Hans Baur am 18. Februar eingesetzt. Er betreute bis zu seinem Rücktritt 2001 beide Kirchen und verstarb am 6. April 2005. Der Unterhalt zweier Kirchen und der Besucherschwund besonders der Heiligkreuz-Kirche führte 2017 zu deren Aufgabe und zum Verkauf an die Rumänisch-orthodoxe Kirche. Fortan sollte die Pfarrei im besser frequentierten Bremgarten ihr Zentrum haben. Das bedingte einen Aus- und Umbau des bestehenden Johanneszentrums. Neben der dringend nötigen energietechnischen Sanierung der Kirche wurden auch Büroräume, der Pfarrsaal und Besprechungszimmer geplant. In einer einjährigen Umbauzeit wurden im nach Westen erweiterten Untergeschoss der Pfarrsaal und eine Küche untergebracht. Die nicht mehr benötigten Zivilschutzräume werden nun als Unterrichtsraum, Werkräume und Lager verwendet. Ein neuer Eingang führt vom Parkplatz direkt zu den Büros. Bemerkenswert ist die Integration von drei Büroräumen für das Pfarramt der reformierten Kirchgemeinde Matthäus, die damit ihre eigenen Räume aufgibt und im Johanneszentrum eingemietet ist. Am 17. Dezember 2017 wurde die renovierte Kirche durch Weihbischof Denis Theurillat eingeweiht und gleichzeitig zur Pfarrkirche der Pfarrei Heiligkreuz Bern und Bremgarten erhoben. Am 14. Januar 2018 erfolgte unter dem Motto «Alles unter einem Dach» die ökumenische Eröffnungsfeier des Johanneszentrums. Mit St. Franziskus Zollikofen bildeten seit 2012 beide Pfarreien den Pastoralraum Bern-Nord. Am 15. Mai 2018 hat Bischof Felix Gmür aus den vormals fünf Pastoralräumen der Region einen grossen Pastoralraum Bern errichtet.

## Architektur und Ausstattung

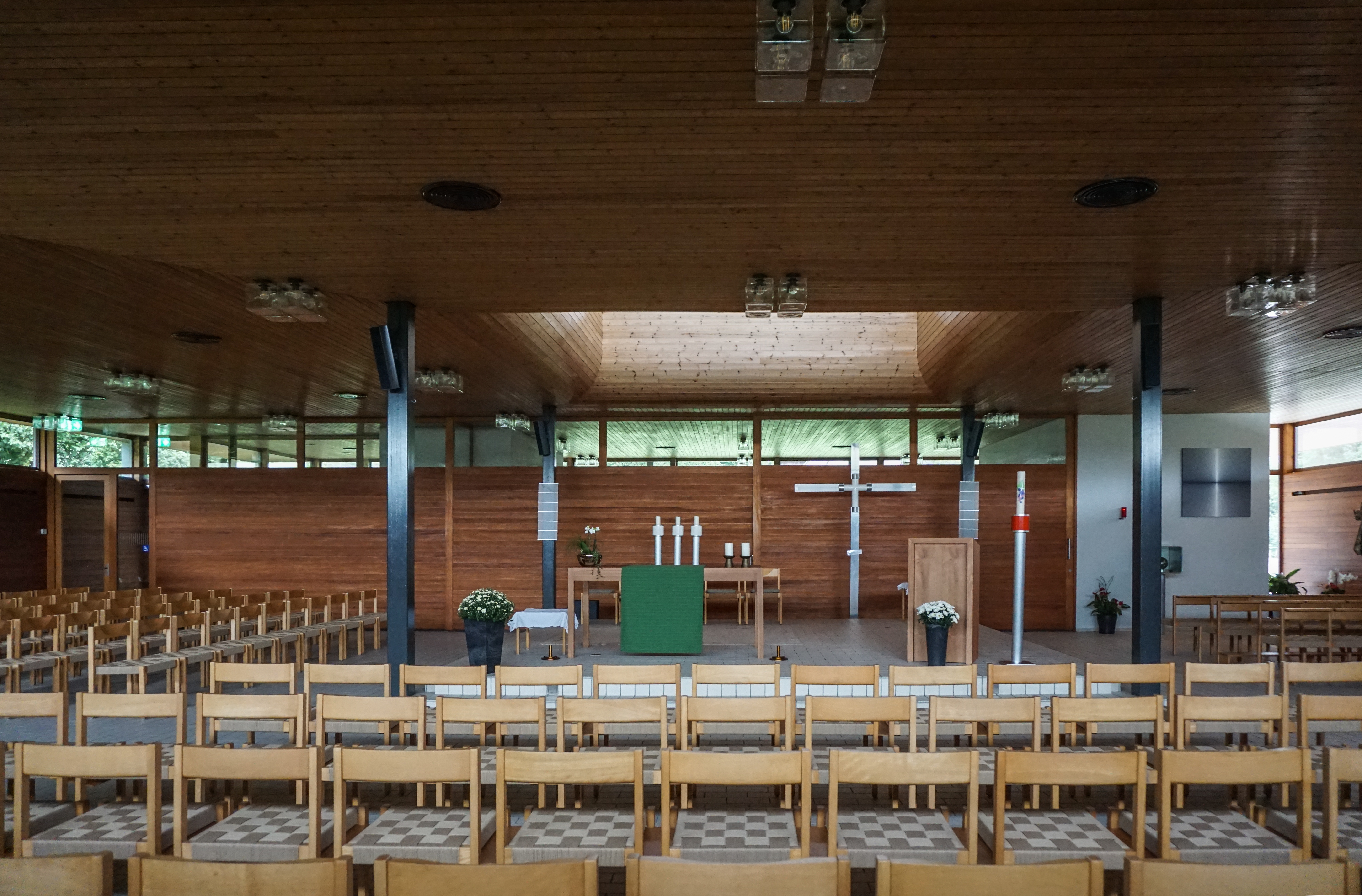
Johanneszentrum, der Kirchenraum

Die Kirche St. Johannes, ein Bauwerk aus Holz und Glas, wurde nach der Idee des Architekten Alois Egger geplant und mit seinen Büropartnern Frey und Peterhans verwirklicht. Am Entwurf und der Ausarbeitung der Pläne war der Büropartner Werner Peterhans wesentlich beteiligt. Alois Egger hatte als Mitglied der Baukommission die Bauleitung vor Ort.
Dem 1972 erbauten Flachdachbau ist für den Lichteinfall zentral ein quadratischer Kubus aufgesetzt. Als Ersatz für den fehlenden Glockenturm steht weithin sichtbar neben der Kirche ein vierseitiges Doppelkreuz aus Vierkantstahlrohr. Der Eingang zum Kirchenraum befindet sich Im rechten Seitenflügel und führt nach einer Windfang- und Garderobenzone um die Orgel herum zum diagonalen Mittelgang. Der Architekt hat einen Kirchenraum nach den neuen, nachkonziliären Ansichten verwirklicht. Vier Stahlstützen an den Ecken des Altarpodestes tragen die mit Holztäfer verkleidete Decke. Darüber öffnet sich der Lichtschacht in der Mitte des Kirchenraums. Um den auf einem zweistufigen Podest stehenden Altar sind die Besucherstühle im Winkel frontal und auf der linken Seite aufgereiht. Durch Öffnen der Schiebewand hinter dem Altar kann ein abgetrennter Raum zugefügt werden, damit ist die ursprüngliche Idee des polyvalenten Gebrauchs der Kirche verwirklicht. Der Raum wird als Probelokal für den Kirchenchor, für Unterricht und Kinderanlässe oder auch für Aperos und Theateraufführungen verwendet. Im rechten Teil ist nun eine Marien-Andachtsstätte eingerichtet. Die gekrönte Madonna mit Kind, in süddeutschem Barockstil, war ursprünglich für die ehemalige Heiligkreuz-Kirche gestiftet worden und fand nach dem Umzug in der neu ernannten Pfarrkirche wieder einen Platz.

### Kunstwerke
Der Berner Goldschmiedekünstler Othmar Zschaler (1930–2023) gestaltete das Kreuz, den Tabernakel, das Taufbecken und vier Kerzenständer aus Leichtmetall mit Glaseinlagen und liturgische Gefässe. Neben dem Tabernakel an der rechten Stirnwand hängt das Wandbild Yin-Yang von Peter Somm (1940–2023) aus Herrenschwanden.

### Orgel

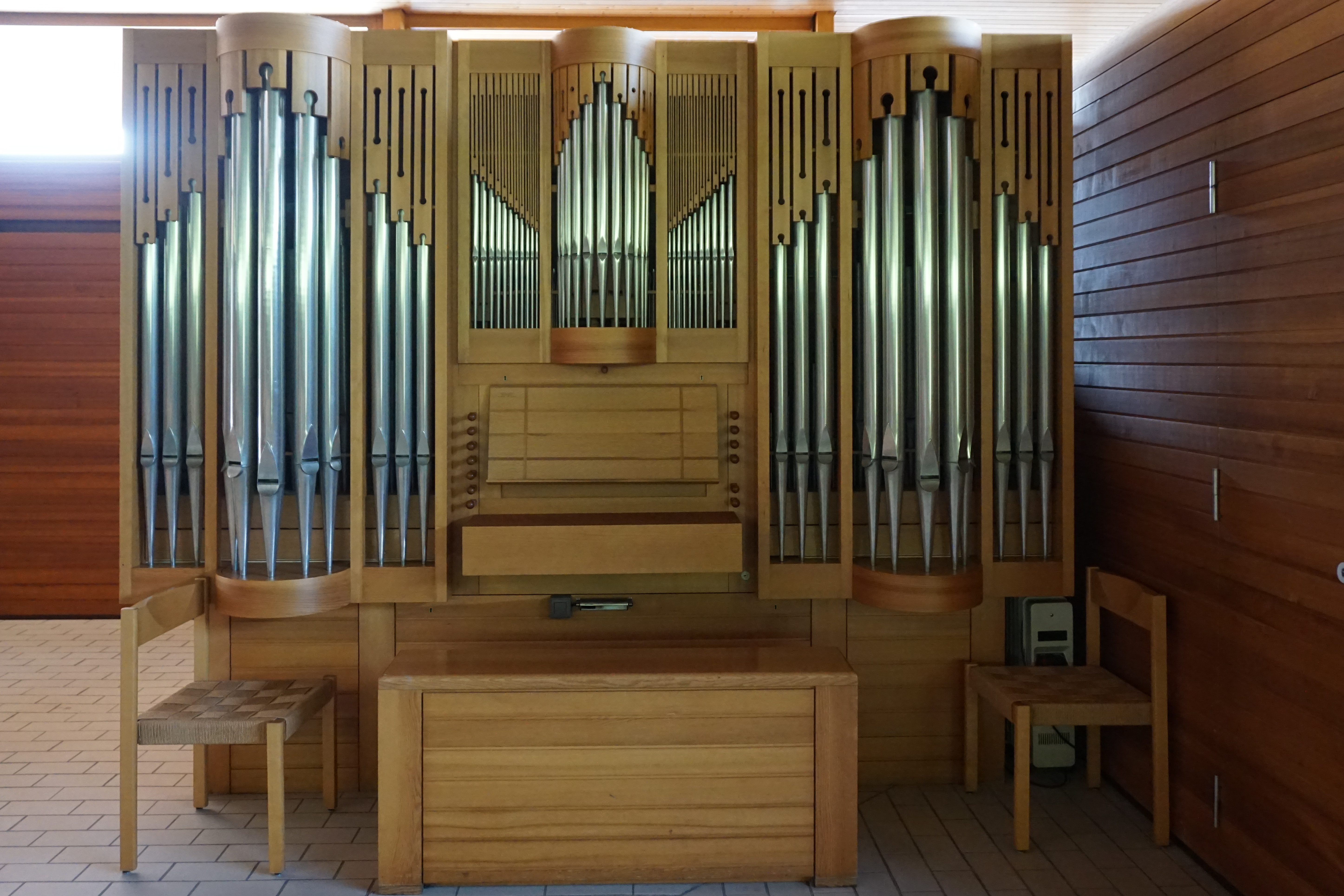
Ebell-Orgel der Johanneskirche

Die ersten neun Jahre diente in der Johanneskirche ein Orgelpositiv als Provisorium. Nach einem Wettbewerb unter Orgelbauern erhielt Peter Ebell aus Affoltern am Albis den Zuschlag. Er baute eine Orgel mit 13 Registern auf zwei Manualen und Pedal mit mechanischer Traktur und Registratur und mit Schleifladen, die dank einiger gedackter Pfeifen in den relativ niedrigen Raum problemlos eingefügt werden konnte. Am 16. August 1981 wurde das Instrument eingeweiht.
| I Manual C–g3 |        |
| Principal     | 8′     |
| Gedackt       | 8′     |
| Octave        | 4′     |
| Quinte        | 2 ⁄3′  |
| Octave        | 2′     |
| Terz          | 1 3⁄5′ |
| Mixtur III    | 1 ⁄3′  |

| II Manual C–g3 |       |
| Holzgedackt    | 8′    |
| Rohrflöte      | 4′    |
| Prinzipal      | 2′    |
| Quinte         | 1 ⁄3′ |

| Pedal C–f1 |     |
| Subbass    | 16′ |
| Posaune    | 8′  |

- Koppeln: II/I, II/P, I/P